# Сухівці (Тернопільський район)
Сухівці́ — село в Україні, у Скориківській сільській громаді Тернопільського району Тернопільської області. 
Підпорядковувалося Новосілківській сільраді. Від вересня 2015 року ввійшло у склад Новосільської сільської громади. Від 2020 року у складі Скориківської сільської громади. Розташоване на північному сході району.
Населення — 541 особа (2007).

## Історія
Перша писемна згадка — 1616.
12 червня 2020 року, відповідно до розпорядження Кабінету Міністрів України  № 724-р «Про визначення адміністративних центрів та затвердження територій територіальних громад Тернопільської області», село увійшло до складу Скориківської селищної громади.
19 липня 2020 року в результаті адміністративно-територіальної реформи та ліквідації Підволочиського району, село увійшло до складу новоствореного Тернопільського району.

## Населення

### Мова
Розподіл населення за рідною мовою за даними перепису 2001 року:
| Мова       | Кількість | Відсоток |
| ---------- | --------- | -------- |
| українська | 571       | 99.83%   |
| російська  | 1         | 0.17%    |
| Усього     | 572       | 100%     |

## Пам'ятки
Є церква Вознесіння Господнього (1903). У селі біля будинку культури у 1960 роках була фігура Матінки Божої.
Діяли товариства «Просвіта», «Січ», «Союз українок», кооператива.

## Соціальна сфера
Працює торговельний заклад.

## Відомі люди

### Народилися
- громадський діяч, просвітянин П. Кондзьолка.
- о. Тарас (Рогач) — священик Тернопільсько-Зборівської архієпархїі УГКЦ. Народився 8 липня 1943 року. Дияконські свячення отримав 11 серпня 1992 року, ієрейські свячення отримав 12 березня 1992 року в м. Івано-Франківськ з рук Владики Софрона (Дмитерка). Душпастирював у селах Дичків, Красівка, Товстолуг, Застінка (1992-1996), Ангелівка (1996-2003), Романівка (1996-2013) Велико-Бірківського деканату Тернопільсько-Зборівської архієпархїі УГКЦ. До 12 грудня 2013 року був адміністратором храму Святого Миколая. Помер 22 липня 2015 на 73 році життя, похоронили священика на цвинтарі у Підгородньому.
- футболіст Андрій Кондзьолка.
- Москалюк Олександр (1978-2024) — український військовик, учасник російсько-української війни[4].

## Галерея

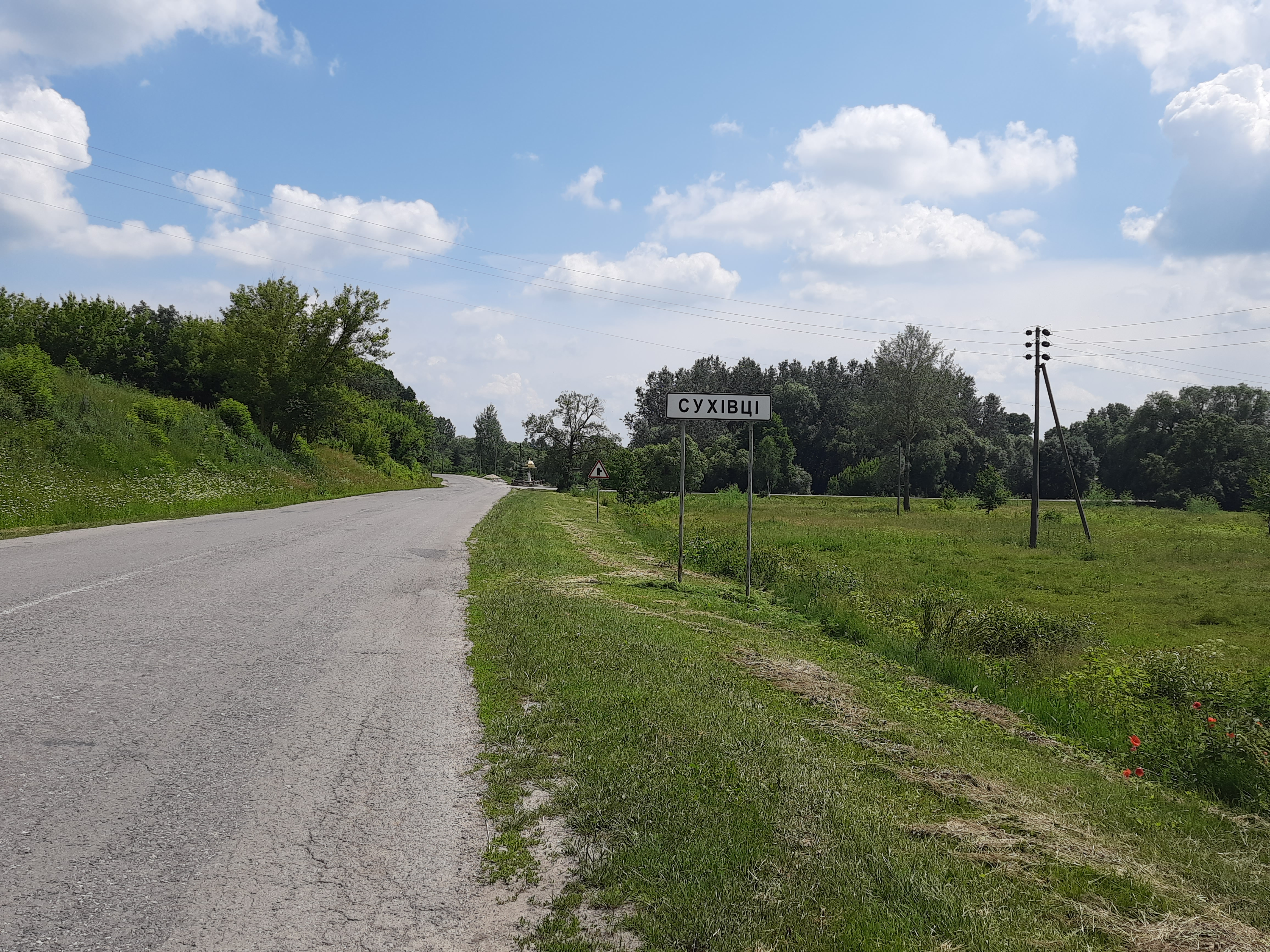
Дорожній знак при в'їзді в село
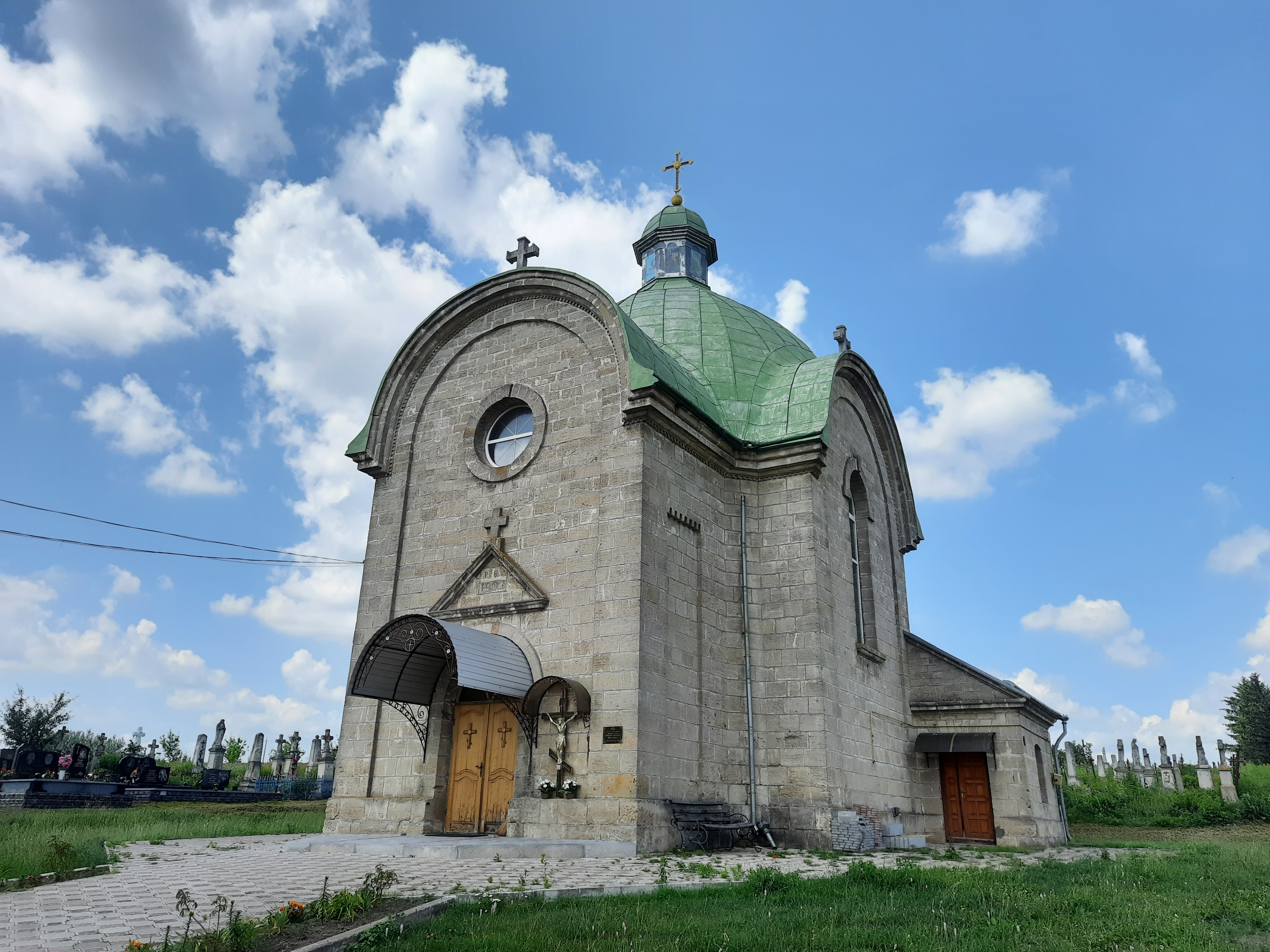
Церква Вознесіння Господнього
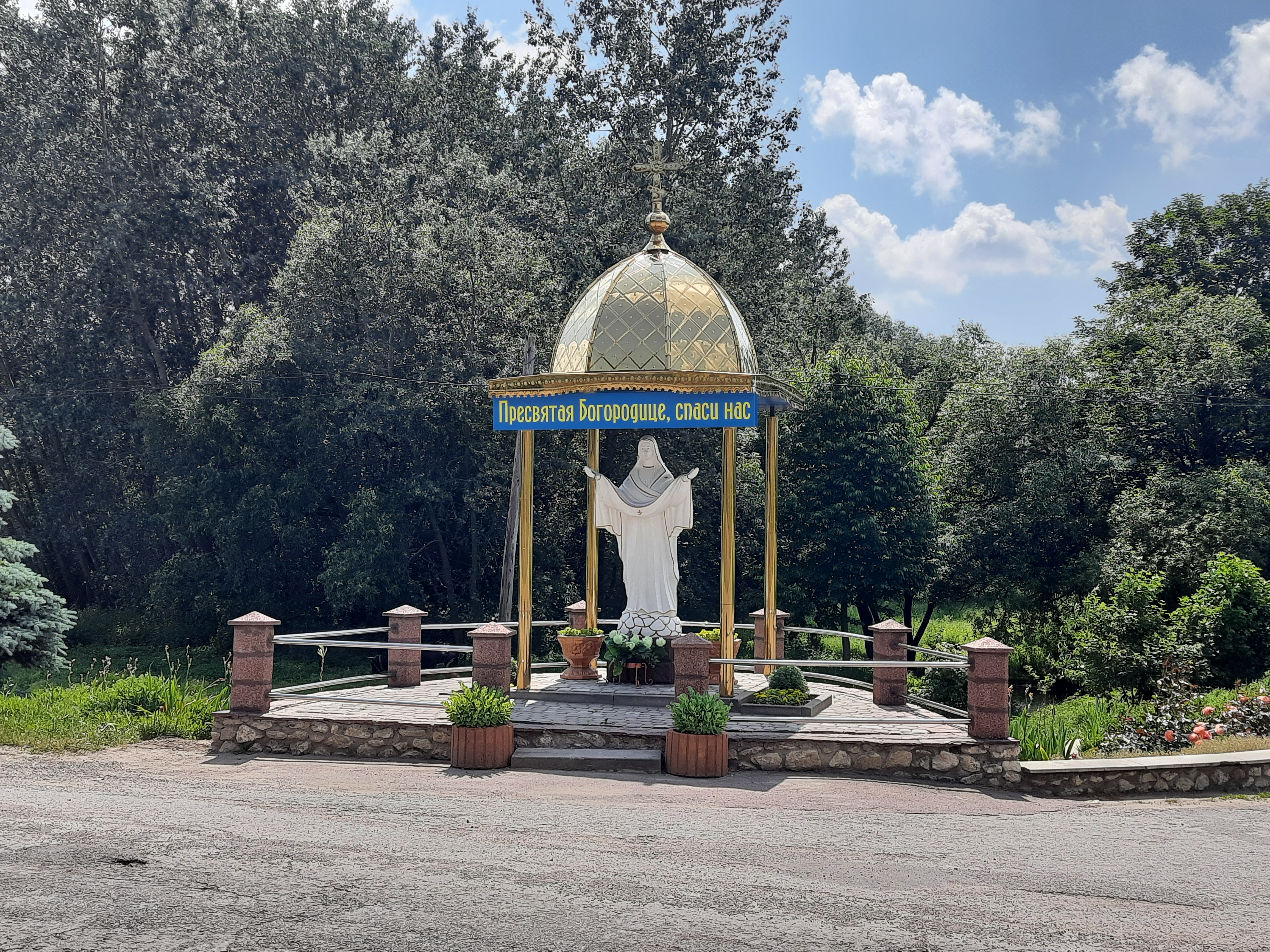
Статуя Божої Матері
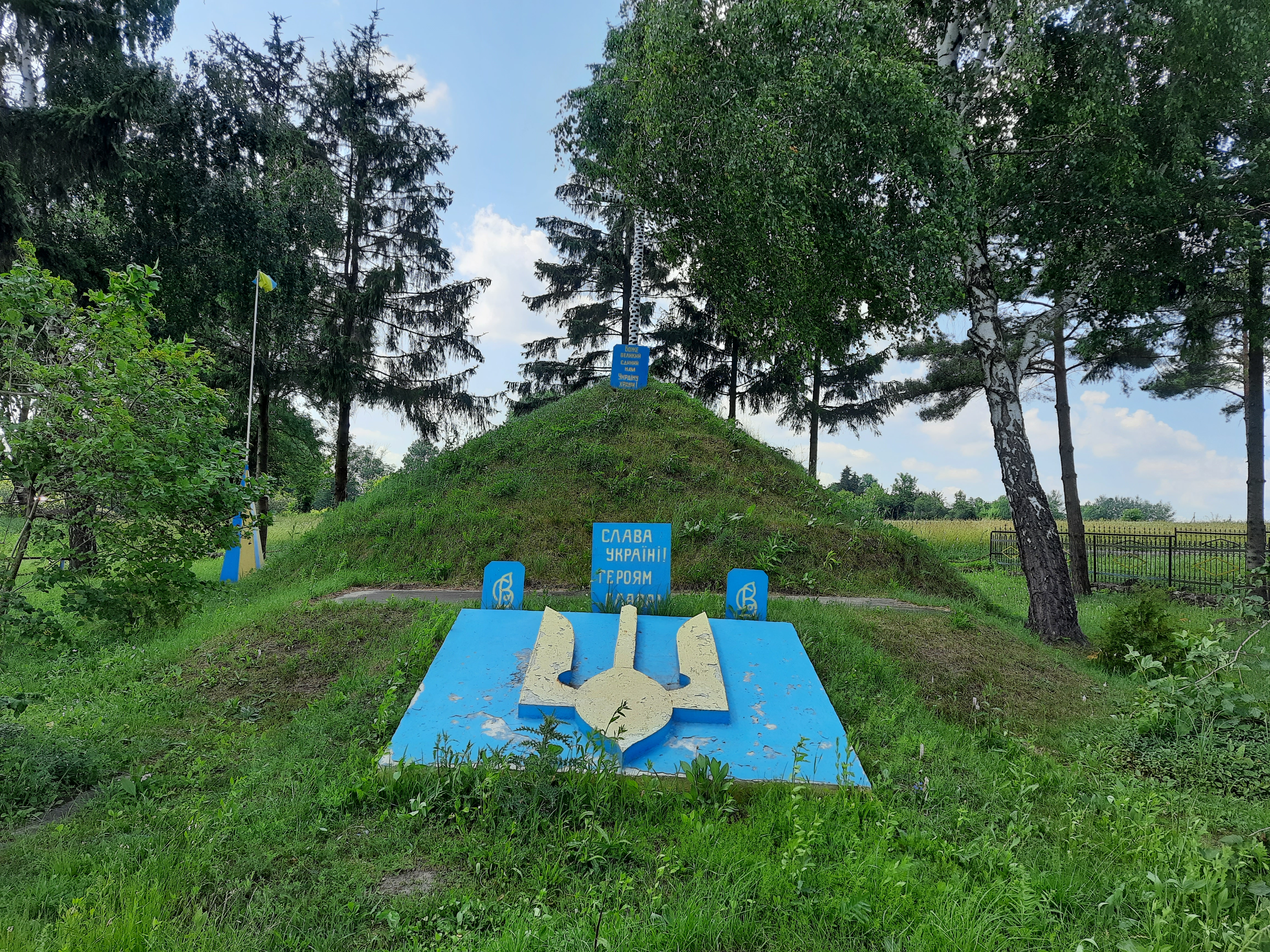
Символічна могила Борцям за волю України
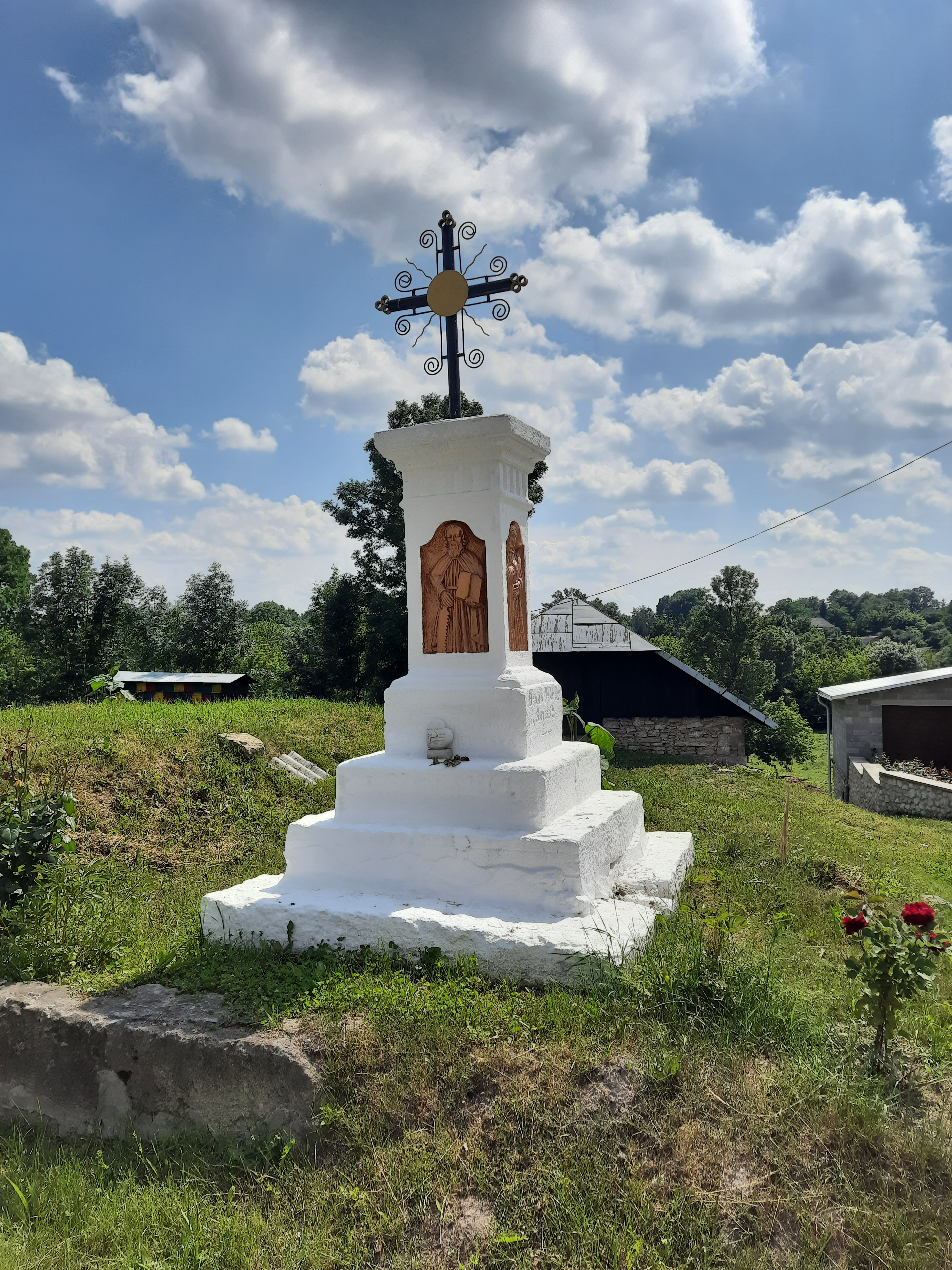
Пам'ятний хрест.